# Australian Orchid Foundation
La Australian Orchid Foundation, creada en 1976,  es una organización voluntaria de 100 miembros, dedicadas a la preservación, protección, promoción y cultivo de todas las especies de orquídeas e híbridos. Sus miembros se dedican a la promoción de las orquídeas, o son personas que están profundamente interesados en estas plantas, ya sea en un sentido cultural o científico. Los objetivos de la Fundación son amplias, y pueden ser resumidas brevemente:
1. Preservar, proteger, promover, propagar, cultivar y cultivar todas las orquídeas, las especies y los híbridos.
2. Establecer, dirigir, gestionar, apoyar y financiar la investigación en las orquídeas, sus características, la distribución, el crecimiento, la preservación, promoción, propagación y cultivo.
3. Educar al público en general y especialmente a los jóvenes, y animarles en los estudios de las ciencias relacionadas con las orquídeas.

La fundación edita la revista Australian Orchid Research.